# Povilas Mykolaitis
Povilas Mykolaitis (Marijampolė, 22 febbraio 1983) è un ex lunghista lituano.

## Biografia
Mykolaitis ha esordito internazionalmente nel 2002 in Giamaica. A livello seniores ha preso parte a numerose competizioni a partire dal 2005, anno in cui ha vinto una medaglia di bronzo agli Europei under 23 in Germania. Nel corso della sua carriera, oltre ad aver vinto alcuni titoli nazionali, Mykolaitis ha preso parte ai Giochi olimpici di Londra 2012, senza andare oltre la fase di qualificazione.

## Palmarès
| Anno | Manifestazione  | Sede       | Evento         | Risultato | Prestazione | Note |
| ---- | --------------- | ---------- | -------------- | --------- | ----------- | ---- |
| 2002 | Mondiali U20    | Kingston   | Salto in lungo | 11º       | 7,28 m      |      |
| 2003 | Europei U23     | Bydgoszcz  | Salto in lungo | 17º (q)   | 7,34 m      |      |
| 2003 | Universiadi     | Taegu      | Salto in lungo | 19º (q)   | 7,34 m      |      |
| 2005 | Europei indoor  | Madrid     | Salto in lungo | 13º (q)   | 7,82 m      |      |
| 2005 | Europei U23     | Erfurt     | Salto in lungo | Bronzo    | 8,00 m      |      |
| 2005 | Mondiali        | Helsinki   | Salto in lungo | 18º (q)   | 7,64 m      |      |
| 2009 | Europei indoor  | Torino     | Salto in lungo | 18º (q)   | 7,48 m      |      |
| 2009 | Universiadi     | Belgrado   | Salto in lungo | 15º (q)   | 7,40 m      |      |
| 2010 | Europei         | Barcellona | Salto in lungo | 13º (q)   | 7,94 m      |      |
| 2011 | Europei indoor  | Parigi     | Salto in lungo | 5º        | 7,97 m      |      |
| 2011 | Universiadi     | Shenzen    | Salto in lungo | 18º (q)   | 7,53 m      |      |
| 2011 | Mondiali        | Taegu      | Salto in lungo | nm (q)    | nm (q)      |      |
| 2012 | Europei         | Helsinki   | Salto in lungo | nm (q)    | nm (q)      |      |
| 2012 | Giochi olimpici | Londra     | Salto in lungo | 26º (q)   | 7,61 m      |      |
| 2014 | Europei         | Zurigo     | Salto in lungo | 17º (q)   | 7,66 m      |      |

## Altri campionati internazionali
2003
- in Coppa Europa (2nd League) ( Aarhus), salto in lungo - 7,51 m

2003
- in Coppa Europa (2nd League) ( Tallinn), salto in lungo - 8,09 m

2008
- in Coppa Europa (2nd League) ( Tallinn), salto in lungo - 7,51 m

2011
- agli Europei a squadre (2nd League) ( Novi Sad), salto in lungo - 8,03 m